# Przecławice (powiat wrocławski)
Przecławice – wieś w Polsce położona w województwie dolnośląskim, w powiecie wrocławskim, w gminie Żórawina.
W latach 1975–1998 miejscowość należała administracyjnie do województwa wrocławskiego.

## Nazwa

Mapa Prisselwitz (około 1820 r.)

Miejscowość po raz pierwszy zanotowana łacińskim dokumencie z 1289 roku jako własność Przedsława Prsedzlaus. Nazwa ta notowana także w 1324 jako Preczlawicz, 1361 Priczlawicz, 1630 Pristelwitz, 1669 Prusselwitz oraz 1802 Priszelwitz.
Nazwa należy do grupy nazw patronomicznych i pochodzi od staropolskiego męskiego imienia założyciela miejscowości Przedsława. Heinrich Adamy w swoim dziele o nazwach miejscowości na Śląsku wydanym w 1888 roku we Wrocławiu wymienia jako najstarszą zanotowaną nazwę miejscowości Prsedlawice podając jej znaczenie "Dorf des Przecław" czyli po polsku "Wieś Przecława". Od tego imienia znaczenie nazwy wywodził także niemiecki językoznawca Paul Hefftner w swojej pracy o nazwach miejscowości ziemi wrocławskiej pt. Ursprung und Bedeutung der Ortsnamen im Stadt- und Landkreise Breslau.
Ze względu na polskie brzmienie nazwy w III Rzeszy niemieccy naziści zmienili w 1937 nazwę miejscowości na całkowicie niemiecką Prisselbach.

## Zabytki
Do wojewódzkiego rejestru zabytków wpisane są:
- kościół pw. św. Katarzyny, późnogotycki, jednonawowy, murowany, zbudowany w XV/XVI w. w XVII w. wnętrze zbarokizowano (ambona, chrzcielnica, trzy ołtarze). Zachował się gotycki ołtarz z 1500 r.
- mur obronny cmentarza; w pierwszej ćw. XVII w. ufortyfikowano świątynię, wznosząc wokół niej i cmentarza mur obronny

inne zabytki:
- trzy średniowieczne kamienne krzyże naprzeciw bramy na cmentarz przykościelny[7].

nieistniejący:
- dwupiętrowy neogotycki pałac wybudowany w XIX w. z piętrowymi skrzydłami. Po prawej stronie czterokondygnacyjna wieża o podstawie sześcioboku. Zniszczony przez spalenie w  1945 r.[8]